# Рассолово (Московская область)
Рассолово — деревня в Можайском районе Московской области в составе Порецкого сельского поселения. Численность постоянного населения по Всероссийской переписи 2010 года — 12 человек. До 2006 года Рассолово входило в состав Порецкого сельского округа.
Деревня расположена на северо-западе района, примерно в 37 км от Можайска, на левом берегу Москва-реки, высота центра над уровнем моря 202 м. Ближайшие населённые пункты — Глядково на севере и Стеблево на юго-востоке.